# Philip Levald
Philip Levald (6. mai 1840 i København - 4. januar 1887) var en dansk fotograf med speciale i portrætter.

## Familie
Philip var søn af guldsmed Jacob Abraham Levald (1806/07 i Helsingør- 12. august 1871) og Henriette /Jette Heimann /Heymann (4. maj 1813 i København - 12. februar 1898 i København). Selvom der står i folketællingen fra 1840, at de er ugifte, var de dog blevet gift den 13. november 1833. Foruden Philip havde de følgende børn
- Isidor Jacob, født den 30. november 1834 i København[10]
- Rosette, født 4. august 1838 i København[11]
- Betty, født den 12. april 1842 i København[12]
- Frederikke, født den 20. mai 1844 i København[13]
- Fanny, født den 13. mai 1850 i København[14]

## Liv
Philip virkede som fotograf for det meste i Assens og i Helsingør. Han var i Assens fra 1866. Her havde han atelieret på Torvet - Østergade 16. I 1880 er han i København. Den 1. juli åbnede han sit atelier i St. Strandstræde 6. Fra 1881 er han virksom i Helsingør, hvor han dør den 4. januar 1887, 46 år gammel i Stengade 32.
Philip blev begravet på Den Mosaiske Gravplads i Møllegade, på Nørrebro, København.

## Links
- Levald på fotohistorie.com